# Zeta Serpentis
Zeta Serpentis (57 Serpentis) é uma estrela na direção da constelação de Serpens. Possui uma ascensão reta de 18h 00m 28.92s e uma declinação de −03° 41′ 24.6″. Sua magnitude aparente é igual a 4.62. Considerando sua distância de 76 anos-luz em relação à Terra, sua magnitude absoluta é igual a 2.79. Pertence à classe espectral F3V.